# Massacre de Ránquil

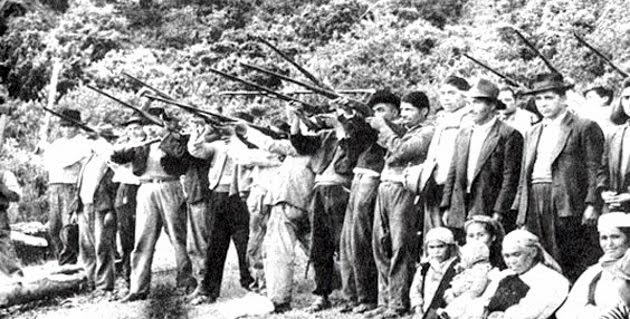
Les rebelles de Ranquil avant le massacre.

Le massacre de Ránquil (en espagnol : Masacre, Levantamento ou Matanza de Ránquil) est un massacre d'employés de l'industrie forestière et de Mapuches par l'armée chilienne, survenu à proximité de la commune actuelle d'Alto Biobío en 1934. La région avait été récemment ouverte aux colons chiliens et étrangers en raison de l'occupation de l'Araucanie, et des terres précédemment occupées par les Mapuches étaient disponibles. Les employés se rebellent contre les administrateurs de l'exploitation forestière et l'armée chilienne est appelée pour rétablir l'ordre. Au moins 100 personnes sont tuées (les estimations varient, la plus importante allant jusqu'à 477 victimes) et environ 500 personnes sont emprisonnées au cours de la dernière semaine de juin et de la première semaine de juillet 1934.
Cette répression survient deux ans après l'éphémère expérience de la République socialiste du Chili en 1932. 